# アンソニー・ブルック
アンソニー・ウォルター・デイレル・ブルック（Anthony Walter Dayrell Brooke、1912年12月10日 - 2011年3月2日）は、サラワク王国のラージャ・ムダ（王太子）である。

## 生涯
アンソニーは、サラワク王国の第3代ラージャ（藩王）ヴァイナー・ブルックの弟バートラム・ブルックと、イギリスのビスケットメーカーであるハントレー・アンド・パーマーズの経営者初代準男爵ウォルター・パーマーの唯一の子供で、その財産を相続したグラディス・ミルトン・パーマーとの間の息子である。アンソニーはイギリスで育ち、イートン・カレッジ、ケンブリッジ大学トリニティ・カレッジ、ロンドン大学東洋アフリカ研究学院で学んだ。その後、父も統治に参加するサラワク王国に渡り、公務員や判事として働いた。
1937年8月25日、ラージャである伯父のヴァイナーから、ラージャ・ムダ（王太子）の称号を持つ後継者に指名され、"His Highness"（殿下）の敬称を授けられた。1939年から1940年にかけて、ラージャが不在中の代行を務めた。1941年1月17日、ラージャ・ムダの称号と殿下の敬称を剥奪された。1941年、ヴァイナーと政府高官の妹との結婚をめぐる争いに巻き込まれ、サラワクから追放された。
第二次世界大戦中の1941年11月、イギリス陸軍に入隊し、1941年から1944年にかけて、中尉としてイギリス領セイロンのキャンディにある東南アジア司令部の情報部隊に務めた。1944年から1945年まで、日本の軍政から解放されたサラワクの特別総監を務めた。
1944年、ヴァイナーとバートラムの協議により、アンソニーのラージャ・ムダの称号が復活した。しかし、1945年10月12日には再び剥奪された。
1946年、ヴァイナーはラージャを退任してサラワクをイギリス植民地省に割譲し、それと引き換えに自分と3人の娘のための多額の年金を引き出した。王位の継承者に指定されていたアンソニーは、ネグリ・センビラン（サラワク議会）の多数派である先住民の議員らとともに割譲に反対した。彼らは約5年間に渡り反割譲運動を継続し、シンガポールに住むアンソニーがその指揮を執った。1948年、イギリスから派遣されたサラワク総督のダンカン・スチュワートが、若い民族主義者のロスリ・ドビにより暗殺された。アンソニーはこの事件への関与が疑われ、イギリス保安局(MI5)の監視を受けたが、アンソニーの関与を示す証拠は見つからなかった。アンソニーは1951年に反割譲運動から撤退したが、彼の支持者たちはそれ以降もアンソニーを王位請求者とみなし続けた。
その後アンソニーはイギリスに戻り、ロンドン、サセックス、スコットランドのフィンドホーンに住んだ。1982年に平和活動家のブリジッド・ケラー(Brigitte Keller)と結婚し、1987年にニュージーランドのワンガヌイに移り住んだ。
2011年3月2日、アンソニーはワンガヌイの自宅において98歳で死去した。

## 死後
2012年にイギリス公文書館から機密解除された文書により、アンソニーは総督暗殺事件とは一切無関係であり、そのことをイギリス政府も当時から知っていたことが判明した。実行犯のドビらは、独立したばかりのインドネシアとサラワクとの連合を主張する政治グループ「ルクン13」のメンバーだったが、インドネシアを刺激したくなかったことと、当時のイギリスがサラワクの北西のマラヤ危機に対応していたことから、この事実は公表されなかった。
2013年、ブルック家の一族により設立されたブルック・トラストは、アンソニーの遺志に基づき遺灰をサラワクのブルック家墓地に改葬すると発表した。同年9月21日、アンソニーの遺灰がブルック家墓地に埋葬された。この式典には、アンソニーの未亡人のブリジッド、孫のジェイソンのほか、イギリス政府の関係者も参列した。駐マレーシア英国高等弁務官代理は、アンソニーの事件への関与はなかったと正式に声明し、イギリス政府を代表して謝罪した。

## 私生活
アンソニーはウィリアム・エドワード・セシル・ハッデンの娘キャサリン・メアリー・ハッデン(Kathleen Mary Hudden)と結婚した。キャサリンとの間には3人の子供が生まれたが、2人は1965年に離婚した。以下に、アンソニーとキャサリンの間の子供、およびその子孫を示す。
- ジェームズ・バートラム・ライオネル・ブルック（James Bertram Lionel Brooke、1940年8月16日 - 2017年5月27日[10]） - サラワク協会の終身会員、ブルック・トラスト議長、王立アジア協会フェロー。最初にヴィクトリア・ホールズワース（英語版）と結婚し[注釈 1]、その後カレン・メアリー・ラッピンと結婚した。2人目の妻との間に以下の2人の子供をもうけ、エディンバラに住んでいた。
  - ローレンス・ニコラス・ブルック（Laurence Nicholas Brooke、1983年 - ）
  - ジェイソン・デズモンド・アンソニー・ブルック（Jason Desmond Anthony Brooke、1985年 - ） - ユニバーシティ・カレッジ・ダブリンで英文学の学士号、ダブリン大学トリニティ・カレッジで国際紛争学の修士号を取得した。ケイト・マリー・ブルックと結婚し、以下の2人の子供がいる。
    - ジェイゴ・チャールズ・バートラム・ブルック（Jago Charles Bertram Brooke）
    - チャールズ・アーガス・マイケル・ブルック（Charles Argus Michael Brooke）

  - ジェイソンのFacebookへの投稿によれば、このほかの兄弟にジョー(Joe)がおり、2022年7月1日にニュージャージー州にて死去したという[11]。
- アンジェラ・キャロル・ブルック（Angela Carole Brooke、1942年 - 1986年）
- セリア・マーガレット・ブルック（Celia Margaret Brooke、1944年11月3日 - 2011年12月17日） - 最初にデイヴィッド・レイ・ハーパー・イナヤート・ハーン（イナヤート・ハーン（英語版）の孫[12]）と結婚し、その後レンヌ・ル・シャトー（英語版）のマルセル・カプティエと結婚した。最初の夫との間に以下の1人の娘がいる。
  - スーラ・ブルック・ハーパー（Sura Brooke Harper） - 以下の2人の息子がいる。
    - Leandro Kubilay
    - James Ray

1982年、アンソニーはスウェーデン出身の平和活動家ブリジッド・“ジータ”・ケラー（Brigitte "Gita" Keller）と結婚した。ブリジッドは、1975年にスウェーデンでオペレーション・ピース・スルー・ユニティ(OPTU)を設立した。